# Zilaiskalns
Zilaiskalns este o arie protejată (arie specială de conservare — SAC, sit de importanță comunitară — SCI, arie de protecție specială avifaunistică — SPA) din Letonia întinsă pe o suprafață de 118,17 ha, integral pe uscat.

## Localizare
Centrul sitului Zilaiskalns este situat la coordonatele 57°33′13″N 25°13′25″E / 57.5535°N 25.2235°E.

## Înființare
Situl Zilaiskalns a fost declarat arie de protecție specială avifaunistică în decembrie 2003 pentru a proteja 1 specie de plante. Alte tipuri de protecție:
- sit de importanță comunitară (în mai 2004)
- arie specială de conservare (în mai 2004)[1][3][4]

## Biodiversitate
Situată în ecoregiunea boreală, aria protejată conține 6 habitate naturale: Taiga vestică, Păduri caducifoliate bătrâne naturale hemiboreale fino-scandinave (Quercus, Tilia, Acer, Fraxinus sau Ulmus) bogate în specii epifite, Păduri fino-scandinave bogate în ierburi cu Picea abies, Păduri caducifoliate de mlaștină fino-scandinave, Păduri de stejar sau de stejar și carpen sub-atlantice și medio-europene de Carpinion betuli, Păduri pe pante, grohotișuri și ravene de Tilio-Acerion.
La baza desemnării sitului se află o specie protejată de  plante: mușchi (Dicranum viride)
Pe lângă speciile protejate, pe teritoriul sitului au mai fost identificate 6 specii de plante.